# 2024-es Formula–1 szingapúri nagydíj
A szingapúri nagydíj a 2024-es Formula–1 világbajnokság tizennyolcadik futama volt, amelyet 2024. szeptember 20. és szeptember 22. között rendeztek meg a Singapore Street Circuit versenypályán, Szingapúrban.

## Választható keverékek
| Abroncs              | Friss | Használt |
| -------------------- | ----- | -------- |
| Kemény keverék (C3)  |       |          |
| Közepes keverék (C4) |       |          |
| Lágy keverék (C5)    |       |          |
| Átmeneti esőgumi (I) |       |          |
| Teljes esőgumi (W)   |       |          |

## Szabadedzések

### Első szabadedzés
A szingapúri nagydíj első szabadedzését szeptember 20-án, péntek délelőtt tartották, magyar idő szerint 11:30-tól.
| helyezés | versenyző        | csapat/motor                 | elért idő | különbség | futott kör |
| -------- | ---------------- | ---------------------------- | --------- | --------- | ---------- |
| 1        | Charles Leclerc  | Ferrari                      | 1:31,763  |           | 26         |
| 2        | Lando Norris     | McLaren-Mercedes             | 1:31,839  | +0,076    | 25         |
| 3        | Carlos Sainz Jr. | Ferrari                      | 1:31,952  | +0,189    | 27         |
| 4        | Max Verstappen   | Red Bull Racing-Honda RBPT   | 1:32,097  | +0,334    | 22         |
| 5        | Cunoda Júki      | RB-Honda RBPT                | 1:32,263  | +0,500    | 26         |
| 6        | Oscar Piastri    | McLaren-Mercedes             | 1:32,369  | +0,606    | 25         |
| 7        | Daniel Ricciardo | RB-Honda RBPT                | 1:32,375  | +0,612    | 21         |
| 8        | Alexander Albon  | Williams-Mercedes            | 1:32,451  | +0,688    | 25         |
| 9        | Fernando Alonso  | Aston Martin Aramco-Mercedes | 1:32,610  | +0,847    | 26         |
| 10       | Esteban Ocon     | Alpine-Renault               | 1:32,615  | +0,852    | 27         |
| 11       | Franco Colapinto | Williams-Mercedes            | 1:32,618  | +0,855    | 25         |
| 12       | Lewis Hamilton   | Mercedes                     | 1:32,679  | +0,916    | 24         |
| 13       | Pierre Gasly     | Alpine-Renault               | 1:32,694  | +0,931    | 27         |
| 14       | Sergio Pérez     | Red Bull Racing-Honda RBPT   | 1:32,767  | +1,004    | 22         |
| 15       | Lance Stroll     | Aston Martin Aramco-Mercedes | 1:32,778  | +1,015    | 21         |
| 16       | George Russell   | Mercedes                     | 1:33,334  | +1,571    | 25         |
| 17       | Kevin Magnussen  | Haas-Ferrari                 | 1:33,377  | +1,614    | 21         |
| 18       | Valtteri Bottas  | Kick Sauber-Ferrari          | 1:33,485  | +1,722    | 25         |
| 19       | Csou Kuan-jü     | Kick Sauber-Ferrari          | 1:33,585  | +1,822    | 24         |
| 20       | Nico Hülkenberg  | Haas-Ferrari                 | 1:33,797  | +2,034    | 24         |

### Második szabadedzés
A szingapúri nagydíj második szabadedzését szeptember 20-án, péntek délután tartották, magyar idő szerint 15:00-tól.
| helyezés | versenyző        | csapat/motor                 | elért idő | különbség | futott kör |
| -------- | ---------------- | ---------------------------- | --------- | --------- | ---------- |
| 1        | Lando Norris     | McLaren-Mercedes             | 1:30,727  |           | 27         |
| 2        | Charles Leclerc  | Ferrari                      | 1:30,785  | +0,058    | 28         |
| 3        | Carlos Sainz Jr. | Ferrari                      | 1:31,356  | +0,629    | 27         |
| 4        | Cunoda Júki      | RB-Honda RBPT                | 1:31,468  | +0,741    | 28         |
| 5        | Oscar Piastri    | McLaren-Mercedes             | 1:31,474  | +0,747    | 27         |
| 6        | Daniel Ricciardo | RB-Honda RBPT                | 1:31,478  | +0,751    | 26         |
| 7        | George Russell   | Mercedes                     | 1:31,488  | +0,761    | 25         |
| 8        | Sergio Pérez     | Red Bull Racing-Honda RBPT   | 1:31,598  | +0,871    | 25         |
| 9        | Alexander Albon  | Williams-Mercedes            | 1:31,650  | +0,923    | 26         |
| 10       | Nico Hülkenberg  | Haas-Ferrari                 | 1:31,667  | +0,940    | 26         |
| 11       | Lewis Hamilton   | Mercedes                     | 1:31,709  | +0,982    | 24         |
| 12       | Fernando Alonso  | Aston Martin Aramco-Mercedes | 1:31,750  | +1,023    | 25         |
| 13       | Kevin Magnussen  | Haas-Ferrari                 | 1:31,793  | +1,066    | 26         |
| 14       | Lance Stroll     | Aston Martin Aramco-Mercedes | 1:31,957  | +1,230    | 25         |
| 15       | Max Verstappen   | Red Bull Racing-Honda RBPT   | 1:32,021  | +1,294    | 24         |
| 16       | Franco Colapinto | Williams-Mercedes            | 1:32,057  | +1,330    | 26         |
| 17       | Esteban Ocon     | Alpine-Renault               | 1:32,119  | +1,392    | 27         |
| 18       | Pierre Gasly     | Alpine-Renault               | 1:32,222  | +1,495    | 27         |
| 19       | Csou Kuan-jü     | Kick Sauber-Ferrari          | 1:32,359  | +1,632    | 26         |
| 20       | Valtteri Bottas  | Kick Sauber-Ferrari          | 1:32,786  | +2,059    | 26         |

### Harmadik szabadedzés
A szingapúri nagydíj harmadik szabadedzését szeptember 21-én, szombat délelőtt tartották, magyar idő szerint 11:30-tól.
| helyezés | versenyző        | csapat/motor                 | elért idő | különbség | futott kör |
| -------- | ---------------- | ---------------------------- | --------- | --------- | ---------- |
| 1        | Lando Norris     | McLaren-Mercedes             | 1:29,646  |           | 16         |
| 2        | George Russell   | Mercedes                     | 1:30,125  | +0,479    | 19         |
| 3        | Oscar Piastri    | McLaren-Mercedes             | 1:30,431  | +0,785    | 16         |
| 4        | Max Verstappen   | Red Bull Racing-Honda RBPT   | 1:30,540  | +0,894    | 16         |
| 5        | Charles Leclerc  | Ferrari                      | 1:30,559  | +0,913    | 20         |
| 6        | Carlos Sainz Jr. | Ferrari                      | 1:30,807  | +1,161    | 20         |
| 7        | Lewis Hamilton   | Mercedes                     | 1:30,864  | +1,218    | 19         |
| 8        | Alexander Albon  | Williams-Mercedes            | 1:30,949  | +1,303    | 13         |
| 9        | Franco Colapinto | Williams-Mercedes            | 1:30,989  | +1,343    | 15         |
| 10       | Fernando Alonso  | Aston Martin Aramco-Mercedes | 1:31,082  | +1,436    | 23         |
| 11       | Cunoda Júki      | RB-Honda RBPT                | 1:31,114  | +1,468    | 16         |
| 12       | Nico Hülkenberg  | Haas-Ferrari                 | 1:31,187  | +1,541    | 14         |
| 13       | Kevin Magnussen  | Haas-Ferrari                 | 1:31,265  | +1,619    | 14         |
| 14       | Pierre Gasly     | Alpine-Renault               | 1:31,367  | +1,721    | 22         |
| 15       | Sergio Pérez     | Red Bull Racing-Honda RBPT   | 1:31,440  | +1,794    | 15         |
| 16       | Esteban Ocon     | Alpine-Renault               | 1:31,559  | +1,913    | 20         |
| 17       | Daniel Ricciardo | RB-Honda RBPT                | 1:31,561  | +1,915    | 17         |
| 18       | Lance Stroll     | Aston Martin Aramco-Mercedes | 1:31,719  | +2,073    | 24         |
| 19       | Valtteri Bottas  | Kick Sauber-Ferrari          | 1:32,098  | +2,452    | 17         |
| 20       | Csou Kuan-jü     | Kick Sauber-Ferrari          | 1:32,652  | +3,006    | 19         |

## Időmérő edzés
A szingapúri nagydíj időmérő edzését szeptember 21-én, szombat délután tartották, magyar idő szerint 15:00-tól.
| helyezés | rajtszám | versenyző        | csapat/motor                 | 1. rész  | 2. rész  | 3. rész    | rajthely | futott kör |
| -------- | -------- | ---------------- | ---------------------------- | -------- | -------- | ---------- | -------- | ---------- |
| 1        | 4        | Lando Norris     | McLaren-Mercedes             | 1:30,002 | 1:30,007 | 1:29,525   | 1        | 16         |
| 2        | 1        | Max Verstappen   | Red Bull Racing-Honda RBPT   | 1:30,157 | 1:29,680 | 1:29,728   | 2        | 18         |
| 3        | 44       | Lewis Hamilton   | Mercedes                     | 1:30,393 | 1:29,929 | 1:29,841   | 3        | 16         |
| 4        | 63       | George Russell   | Mercedes                     | 1:30,811 | 1:30,153 | 1:29,867   | 4        | 17         |
| 5        | 81       | Oscar Piastri    | McLaren-Mercedes             | 1:30,258 | 1:29,640 | 1:29,953   | 5        | 18         |
| 6        | 27       | Nico Hülkenberg  | Haas-Ferrari                 | 1:30,724 | 1:30,150 | 1:30,115   | 6        | 18         |
| 7        | 14       | Fernando Alonso  | Aston Martin Aramco-Mercedes | 1:30,684 | 1:30,450 | 1:30,214   | 7        | 17         |
| 8        | 22       | Cunoda Júki      | RB-Honda RBPT                | 1:30,710 | 1:30,289 | 1:30,354   | 8        | 17         |
| 9        | 16       | Charles Leclerc  | Ferrari                      | 1:30,786 | 1:29,747 | idő nélkül | 9        | 19         |
| 10       | 55       | Carlos Sainz Jr. | Ferrari                      | 1:30,670 | 1:30,108 | idő nélkül | 10       | 16         |
| 11       | 23       | Alexander Albon  | Williams-Mercedes            | 1:30,679 | 1:30,474 |            | 11       | 12         |
| 12       | 43       | Franco Colapinto | Williams-Mercedes            | 1:30,704 | 1:30,481 |            | 12       | 12         |
| 13       | 11       | Sergio Pérez     | Red Bull Racing-Honda RBPT   | 1:30,624 | 1:30,579 |            | 13       | 14         |
| 14       | 20       | Kevin Magnussen  | Haas-Ferrari                 | 1:30,829 | 1:30,653 |            | 14       | 12         |
| 15       | 31       | Esteban Ocon     | Alpine-Renault               | 1:30,958 | 1:30,769 |            | 15       | 15         |
| 16       | 3        | Daniel Ricciardo | RB-Honda RBPT                | 1:31,085 |          |            | 16       | 6          |
| 17       | 18       | Lance Stroll     | Aston Martin Aramco-Mercedes | 1:31,094 |          |            | 17       | 6          |
| 18       | 10       | Pierre Gasly     | Alpine-Renault               | 1:31,312 |          |            | 18       | 9          |
| 19       | 77       | Valtteri Bottas  | Kick Sauber-Ferrari          | 1:31,572 |          |            | 19       | 9          |
| 20       | 24       | Csou Kuan-jü     | Kick Sauber-Ferrari          | 1:32,054 |          |            | 20       | 9          |

## Futam
A szingapúri nagydíj futamát szeptember 22-én, vasárnap délután tartották, magyar idő szerint 14:00-tól.
| helyezés | rajtszám | versenyző        | csapat/motor                 | futott kör | idő/kiesés oka  | rajthely | pont |
| -------- | -------- | ---------------- | ---------------------------- | ---------- | --------------- | -------- | ---- |
| 1        | 4        | Lando Norris     | McLaren-Mercedes             | 62         | 1:40:52,571     | 1        | 25   |
| 2        | 1        | Max Verstappen   | Red Bull Racing-Honda RBPT   | 62         | +20,945         | 2        | 18   |
| 3        | 81       | Oscar Piastri    | McLaren-Mercedes             | 62         | +40,823         | 5        | 15   |
| 4        | 63       | George Russell   | Mercedes                     | 62         | +1:01,040       | 4        | 12   |
| 5        | 16       | Charles Leclerc  | Ferrari                      | 62         | +1:02,430       | 9        | 10   |
| 6        | 44       | Lewis Hamilton   | Mercedes                     | 62         | +1:25,248       | 3        | 8    |
| 7        | 55       | Carlos Sainz Jr. | Ferrari                      | 62         | +1:36,039       | 10       | 6    |
| 8        | 14       | Fernando Alonso  | Aston Martin Aramco-Mercedes | 61         | +1 kör          | 7        | 4    |
| 9        | 27       | Nico Hülkenberg  | Haas-Ferrari                 | 61         | +1 kör          | 6        | 2    |
| 10       | 11       | Sergio Pérez     | Red Bull Racing-Honda RBPT   | 61         | +1 kör          | 13       | 1    |
| 11       | 43       | Franco Colapinto | Williams-Mercedes            | 61         | +1 kör          | 12       |      |
| 12       | 22       | Cunoda Júki      | RB-Honda RBPT                | 61         | +1 kör          | 8        |      |
| 13       | 31       | Esteban Ocon     | Alpine-Renault               | 61         | +1 kör          | 15       |      |
| 14       | 18       | Lance Stroll     | Aston Martin Aramco-Mercedes | 61         | +1 kör          | 17       |      |
| 15       | 24       | Csou Kuan-jü     | Kick Sauber-Ferrari          | 61         | +1 kör          | 20       |      |
| 16       | 77       | Valtteri Bottas  | Kick Sauber-Ferrari          | 61         | +1 kör          | 19       |      |
| 17       | 10       | Pierre Gasly     | Alpine-Renault               | 61         | +1 kör          | 18       |      |
| 18       | 3        | Daniel Ricciardo | RB-Honda RBPT                | 61         | +1 kör          | 16       | [a]  |
| 19†[b]   | 20       | Kevin Magnussen  | Haas-Ferrari                 | 57         | baleset sérülés | 14       |      |
| Ki       | 23       | Alexander Albon  | Williams-Mercedes            | 15         | erőforrás       | 11       |      |

Megjegyzések:
- ↑ a:  Daniel Ricciardo nem kapta meg a leggyorsabb körért járó pontot, mert a legjobb 10-en kívül fejezte be a versenyt.
- ↑ b:  Kevin Magnussen nem fejezte be a futamot, de helyezését értékelték, mivel a versenytáv több, mint 90%-át teljesítette.

## A világbajnokság állása a verseny után
| H   | Versenyzők       | Pont | H   | Konstruktőrök                | Pont |
| --- | ---------------- | ---- | --- | ---------------------------- | ---- |
| 1.  | Max Verstappen   | 331  | 1.  | McLaren-Mercedes             | 516  |
| 2.  | Lando Norris     | 279  | 2.  | Red Bull Racing-Honda RBPT   | 475  |
| 3.  | Charles Leclerc  | 245  | 3.  | Ferrari                      | 441  |
| 4.  | Oscar Piastri    | 237  | 4.  | Mercedes                     | 329  |
| 5.  | Carlos Sainz Jr. | 190  | 5.  | Aston Martin Aramco-Mercedes | 86   |
| 6.  | Lewis Hamilton   | 174  | 6.  | RB-Honda RBPT                | 34   |
| 7.  | George Russell   | 155  | 7.  | Haas-Ferrari                 | 31   |
| 8.  | Sergio Pérez     | 144  | 8.  | Williams-Mercedes            | 16   |
| 9.  | Fernando Alonso  | 62   | 9.  | Alpine-Renault               | 13   |
| 10. | Nico Hülkenberg  | 24   | 10. | Kick Sauber-Ferrari          | 0    |

(A teljes táblázat)

## Statisztikák
- Vezető helyen:
  - Lando Norris: 62 kör (1-62)
- Lando Norris 6. pole-pozíciója és 3. futamgyőzelme.
- Lando Norris 1. rajt-cél győzelme.
- Daniel Ricciardo 17. versenyben futott leggyorsabb köre.
- A McLaren 188. futamgyőzelme.
- Lando Norris 24., Max Verstappen 109., és Oscar Piastri 9. dobogós helyezése.
- Carlos Sainz Jr. 200. nagydíja.
- Lewis Hamilton 350. nagydíja.
- Az RB 1. versenyben futott leggyorsabb köre.
- Daniel Ricciardo utolsó Formula-1-es versenye